# Jim McManus (tennis)
Pour les articles homonymes, voir McManus et Jim McManus.
Jim McManus, né le 16 septembre 1940 à Oakland et mort le 18 janvier 2011, est un joueur de tennis américain.

## Palmarès

### Finales en simple (2)
| No | Date | Nom et lieu du tournoi                           | Catégorie | Dotation | Surface | Vainqueur       | Score          |  |
| -- | ---- | ------------------------------------------------ | --------- | -------- | ------- | --------------- | -------------- |  |
| 1  | 1961 | Tournoi de tennis de la côte Pacifique, Berkeley |           | NC $     | NC      | Antonio Palafox | 7-5, 6-3       |  |
| 2  | 1968 | Tournoi de tennis de la côte Pacifique, Berkeley |           | NC $     | NC      | Stan Smith      | 10-8, 6-1, 6-1 |  |

### Titres en double (10)
| No | Date       | Nom et lieu du tournoi                       | Catégorie  | Dotation | Surface         | Partenaire   | Finalistes                         | Score         |  |
| -- | ---------- | -------------------------------------------- | ---------- | -------- | --------------- | ------------ | ---------------------------------- | ------------- |  |
| 1  | 24-07-1971 | Tanglewood International Clemmons            |            | NC $     | Dur (ext.)      | Jim Osborne  | Jeff Austin Jimmy Connors          | 6-2, 6-4      |  |
| 2  | 02-08-1971 | Tournoi de tennis de Columbus Columbus (OH)  |            | NC $     | Dur (ext.)      | Jim Osborne  | Jimmy Connors Roscoe Tanner        | 4-6, 7-5, 6-2 |  |
| 3  | 20-09-1971 | Tournoi de tennis de Sacramento Sacramento   |            | NC $     | Moquette (int.) | Jim Osborne  | Frew McMillan Robert Maud          | 7-3, 6-3      |  |
| 4  | 06-02-1972 | Tournoi de tennis de Des Moines Des Moines   |            | NC $     | Dur (int.)      | Jim Osborne  | Georges Goven Thomaz Koch          | 6-2, 6-3      |  |
| 5  | 14-02-1972 | Tournoi de tennis de Los Angeles Los Angeles |            | NC $     | NC              | Jim Osborne  | Ilie Năstase Ion Țiriac            | 6-2, 5-7, 6-4 |  |
| 6  | 26-06-1972 | The Queen's Club Championships Londres       |            | NC $     | Gazon (ext.)    | Jim Osborne  | Jürgen Fassbender Karl Meiler      | 4-6, 6-3, 7-5 |  |
| 7  | 26-03-1973 | Tournoi de tennis de Saint-Louis St Louis    |            | NC $     | NC              | Ove Bengtson | Terry Addison Colin Dibley         | 6-2, 7-5      |  |
| 8  | 23-06-1973 | Rothmans South Of England Champ's Eastbourne |            | NC $     | Gazon (ext.)    | Ove Bengtson | Manuel Orantes Ion Țiriac          | 6-4, 4-6, 7-5 |  |
| 9  | 23-07-1973 | Head Cup Kitzbühel                           |            | NC $     | Terre (ext.)    | Raúl Ramírez | José Edison Mandarino Tito Vázquez | 6-2, 6-2, 6-3 |  |
| 10 | 21-10-1973 | Indian Open New Delhi                        | Grand Prix | NC $     | Terre (ext.)    | Raúl Ramírez | Anand Amritraj Vijay Amritraj      | 6-2, 6-4      |  |

### Finales en double (6)
| No | Date       | Nom et lieu du tournoi                               | Catégorie | Dotation | Surface         | Vainqueurs                    | Partenaire      | Score         |  |
| -- | ---------- | ---------------------------------------------------- | --------- | -------- | --------------- | ----------------------------- | --------------- | ------------- |  |
| 1  | 22-09-1969 | Pacific Southwest Tournament Los Angeles             |           | 24 500 $ | Dur (ext.)      | Pancho Gonzales Ron Holmberg  | Jim Osborne     | 6-3, 6-4      |  |
| 2  | 23-08-1970 | Tournoi de tennis de Merion Merion (en)              |           | NC $     | Gazon (ext.)    | Bill Bowrey Ray Ruffels       | Jim Osborne     | 3-6, 6-2, 7-5 |  |
| 3  | 20-03-1972 | Tournoi de tennis de Caracas Caracas                 |           | NC $     | Dur (ext.)      | Patricio Cornejo Jaime Fillol | Manuel Orantes  | 6-4, 6-3, 7-6 |  |
| 4  | 30-07-1973 | Tanglewood International Clemmons                    |           | NC $     | Dur (ext.)      | Bob Hewitt Andrew Pattison    | Jim Osborne     | 6-4, 6-4      |  |
| 5  | 24-09-1973 | Tournoi de tennis de la côte Pacifique San Francisco |           | NC $     | Moquette (int.) | Roy Emerson Stan Smith        | Ove Bengtson    | 6-2, 6-1      |  |
| 6  | 15-04-1974 | Johannesburg WCT Johannesburg                        |           | 50 000 $ | Dur (ext.)      | Bob Hewitt Frew McMillan      | Andrew Pattison | 6-2, 6-4, 7-6 |  |

### Titre en double mixte (1)
| No | Date       | Nom et lieu du tournoi               | Catégorie | Dotation | Surface    | Partenaire  | Finalistes             | Score    |          |
| -- | ---------- | ------------------------------------ | --------- | -------- | ---------- | ----------- | ---------------------- | -------- | -------- |
| 1  | 27-09-1965 | Pacific Coast Championships Berkeley |           | NC $     | Dur (ext.) | Judy Tegart | Lynn Abbes Donald Dell | 6-2, 6-1 | Parcours |

### Finale en double mixte (1)
| No | Date       | Nom et lieu du tournoi               | Catégorie | Dotation | Surface    | Vainqueurs                      | Partenaire  | Score          |          |
| -- | ---------- | ------------------------------------ | --------- | -------- | ---------- | ------------------------------- | ----------- | -------------- | -------- |
| 1  | 23-09-1968 | Pacific Coast Championships Berkeley |           | NC $     | Dur (ext.) | Margaret Smith Court Stan Smith | Judy Tegart | 8-10, 6-2, 6-2 | Parcours |